# Castillo palacio de los Luna
El castillo palacio de los Luna o castillo de la Corona fue un castillo medieval que se encuentra situado en el casco urbano del municipio español de Luna en la provincia de Zaragoza.

## Descripción
Del denominado castillo de la corona, tan sólo se conserva una de las dos torres, conocida en la actualidad como torre del reloj, que al parecer flanqueaban el edificio original, que se encuentra en lo alto del caserío del municipio zaragozano de Luna, sobre una roca. La torre, puede datarse en el siglo XIV y estaba acompañada de una anterior del siglo XI que se construyó en el mismo momento en que la población fue reconquistada por el rey Sancho Ramírez.
En el año 1092 tras la reconquista, Banzo Azcón construyó la más antigua de las dos torres para sustituir la torre musulmana que podría haber sido de madera, y que se podría asimilar a las torres de los cercanos castillos de Yecra y Obano y que según se cuenta, podría haberse derruido a finales de la década de los años 50 del siglo XX.
Además de la torre construida en el siglo XIV, se conserva algún lienzo de muralla del perímetro del recinto fortificado, construido en mampostería y restos del palacio que lo fue de la Casa de Luna, originaria de esta villa, construido en el siglo XIV.

## Catalogación
El Castillo palacio de los Luna o también denominado Castillo de la Corona está incluido dentro de la relación de castillos considerados Bienes de Interés Cultural en virtud de lo dispuesto en la disposición adicional segunda de la Ley 3/1999, de 10 de marzo, del Patrimonio Cultural Aragonés. Este listado fue publicado en el Boletín Oficial de Aragón del día 22 de mayo de 2006.

## Enlaces
- Castillo palacio de los Luna en CastillosNet.
- O DISPOSICIONES O PERSONAL O ACUERDOS O JUSTICIA O ANUNCIOS&PUBL-C=20060522&PUBL=&@PUBL-E= (B.O.A. número de 57 de 22 de mayo de 2006)

- Datos: Q30909134